# Collodiscula
Collodiscula es un género de hongos en la familia Xylariaceae. Es un género monotípico, su única especie es Collodiscula japonica. La forma anamorfa de Collodiscula japonica' es Acanthodochium collodisculae.